# Kinoshita Jun'an
Pour les articles homonymes, voir Kinoshita.
Kinoshita Jun'an (木下順庵) est un lettré japonais né le 22 juillet 1621 et mort le 23 janvier 1699. Il compte parmi les précurseurs du néoconfucianisme au Japon, et compte Arai Hakuseki comme élève.